# Góra Słupska I

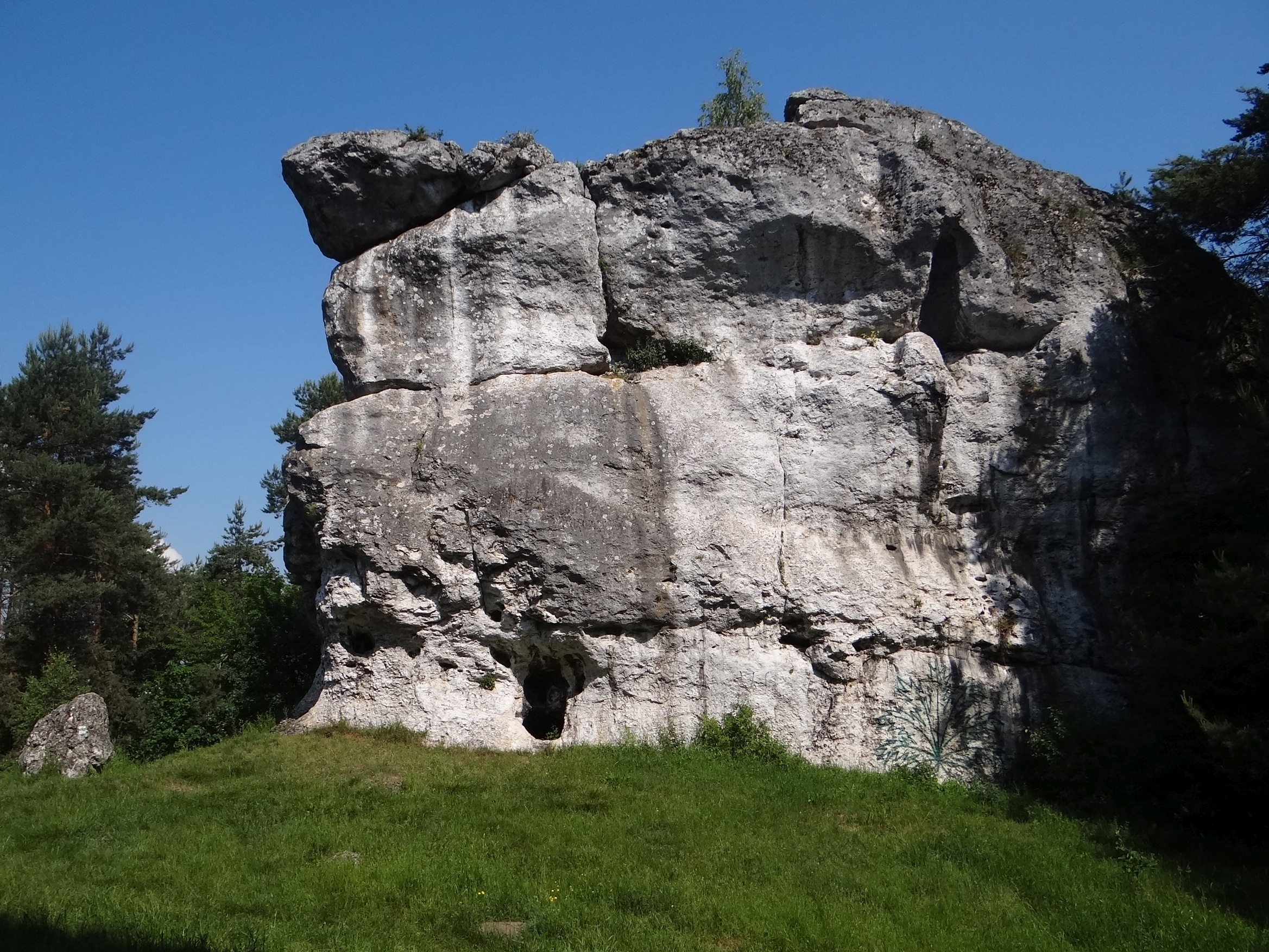
Góra Słupska od południowego zachodu

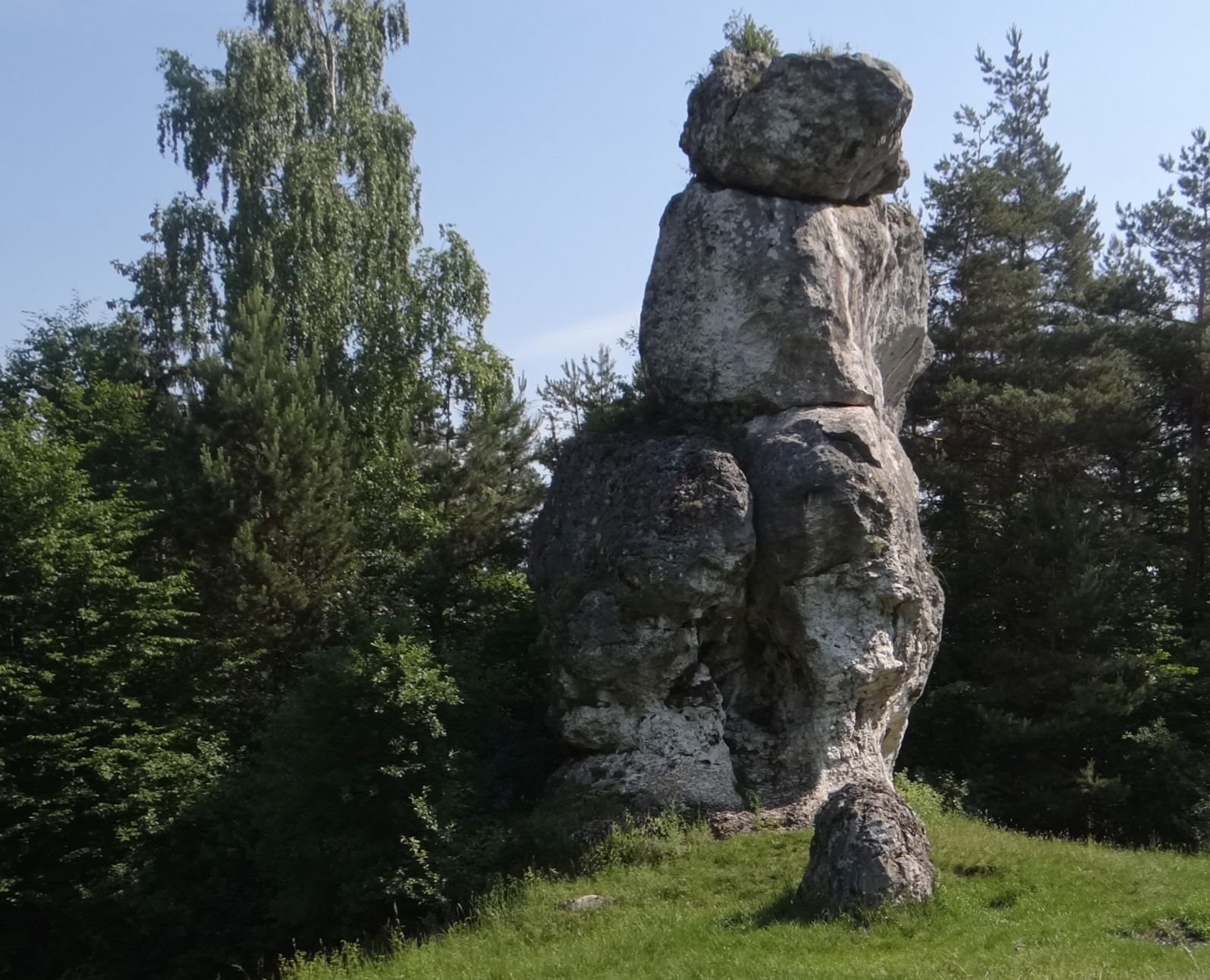
Góra Słupska od południowego wschodu

Góra Słupska I – skała na wzgórzu Słupsko na Wyżynie Częstochowskiej, w obrębie wsi Kostkowice w województwie śląskim, w powiecie zawierciańskim, w gminie Kroczyce. Jest najdalej na północ wysuniętą skałą wśród kilku skał na tym wzgórzu i wraz z drugą skałą tworzą oryginalną bramę skalną.
Skała zbudowana jest z wapienia. Ma wysokość do 12 m, ściany połogie, pionowe lub przewieszone, z kominem i zacięciem. Jest uprawiana na niej wspinaczka skalna. Wspinacze skalni opisują ją jako Góra Słupska I i Góra Słupska II. Poprowadzili na niej 7 dróg wspinaczkowych o trudności IV+ – VI.3 w skali Kurtyki. Mają wystawę północno-zachodnią, południowo-wschodnią i południowo-zachodnią. Drogi mają długość 12–14 m i prawie wszystkie mają zamontowane stałe punkty asekuracyjne; spity (s) i ringi zjazdowe (rz).
U podstawy północnej ściany skały znajduje się Schronisko Dolne w Słupsku Drugie.

## Drogi wspinaczkowe
1. Bez nazwy IV +, 12 m,
2. Bez nazwy IV +, 12 m (rz),
3. Droga Heavyego VI.1+, 12 m (rz),
4. Anioł stróż VI.3, 12 m (2s+rz),
5. Bez nazwy VI.1+, 14 m (rz),
6. Michał Anioł VI.2+, 12 m (3s+rz),
7. Bez nazwy VI.1+, 12 m (rz)[2].